# Rennrodel-Weltmeisterschaften 2011
Die 42. FIL Weltmeisterschaften im Rennrodeln wurden vom 29. bis 30. Januar 2011 in Cesana in Italien ausgetragen.

## Ergebnisse

### Frauen, Einsitzer
| Platz                                   | Sportler             | Nation             | Laufzeiten              | Endzeit  |
| --------------------------------------- | -------------------- | ------------------ | ----------------------- | -------- |
| 1                                       | Tatjana Hüfner       | Deutschland        | 46.976 (1) 46.993 (1)   | 1:33.969 |
| 2                                       | Natalie Geisenberger | Deutschland        | 47.027 (2) 47.216 (2)   | + 0.274  |
| 3                                       | Alex Gough           | Kanada             | 47.051 (3) 47.362 (6)   | + 0.444  |
| 4                                       | Nina Reithmayer      | Österreich         | 47.174 (4) 47.296 (4)   | + 0.501  |
| 5                                       | Anke Wischnewski     | Deutschland        | 47.328 (6) 47.263 (3)   | + 0.622  |
| 6                                       | Carina Schwab        | Deutschland        | 47.227 (5) 47.431 (7)   | + 0.689  |
| 7                                       | Veronika Halder      | Österreich         | 47.374 (7) 47.573 (10)  | + 0.978  |
| 8                                       | Martina Kocher       | Schweiz            | 47.475 (10) 47.539 (8)  | + 1.045  |
| 9                                       | Alexandra Rodionowa  | Russland           | 47.472 (9) 47.569 (9)   | + 1.072  |
| 10                                      | Sandra Gasparini     | Italien            | 47.461 (8) 47.670 (11)  | + 1.162  |
| 11                                      | Tatjana Iwanowa      | Russland           | 47.532 (11) 47.714 (12) | + 1.277  |
| 12                                      | Julia Clukey         | Vereinigte Staaten | 47.667 (12) 47.730 (13) | + 1.428  |
| 13                                      | Arianne Jones        | Kanada             | 47.773 (15) 47.775 (14) | + 1.579  |
| 14                                      | Erin Hamlin          | Vereinigte Staaten | 48.234 (18) 47.326 (5)  | + 1.591  |
| 15                                      | Veronika Sabolová    | Slowakei           | 47.900 (16) 47.934 (15) | + 1.865  |
| 16                                      | Xenija Zyplakowa     | Russland           | 47.760 (13) 48.134 (18) | + 1.925  |
| 17                                      | Ashley Walden        | Vereinigte Staaten | 48.162 (17) 48.003 (16) | + 2.196  |
| 18                                      | Raluca Strămăturaru  | Rumänien           | 48.540 (19) 48.325(18)  | + 2.896  |
| 19                                      | Maija Tīruma         | Lettland           | 47.764 (14) 49.415 (20) | + 3.210  |
| 20                                      | Violeta Strămăturaru | Rumänien           | 48.954 (20) 48.857 (19) | +3.842   |
| Nicht für den 2. Durchgang qualifiziert |                      |                    |                         |          |
| 21                                      | Morgane Villien      | Frankreich         | 49.303 (21)             |          |
| 22                                      | Maryna Halajdschjan  | Ukraine            | 49.316 (22)             |          |
| 23                                      | Natalja Chorjowa     | Russland           | 50.572 (23)             |          |
| 24                                      | Mihaela Chiraș       | Rumänien           | 51.153 (24)             |          |
|                                         | Morgane Bonnefoy     | Frankreich         | DNF                     |          |
|                                         | Ewelina Staszulonek  | Polen              | DSQ                     |          |

Datum: 29. Januar 2011

Tatjana Hüfner gewann ihre dritte Einzel-Goldmedaille und Natalie Geisenberger ihre dritte Einzel-Silbermedaille bei Weltmeisterschaften. Die Bronzemedaille von Alex Gough war die erste Medaille einer kanadischen Rennrodlerin.
Die Französin Morgane Bonnefoy stürzte im ersten Durchgang schwer. Sie wurde mit Verdacht auf einen Oberschenkelbruch ins Krankenhaus eingeliefert.

### Männer, Einsitzer
| Platz                                   | Sportler              | Nation             | Laufzeiten              | Endzeit  |
| --------------------------------------- | --------------------- | ------------------ | ----------------------- | -------- |
| 1                                       | Armin Zöggeler        | Italien            | 51.568 (2) 51.970 (1)   | 1:43.538 |
| 2                                       | Felix Loch            | Deutschland        | 51.511 (1) 52.048 (2)   | + 0.021  |
| 3                                       | Andi Langenhan        | Deutschland        | 51.827 (4) 52.186 (4)   | + 0.475  |
| 4                                       | David Möller          | Deutschland        | 51.803 (3) 52.318 (10)  | + 0.583  |
| 5                                       | Reinhold Rainer       | Italien            | 52.036 (8) 52.135 (3)   | + 0.633  |
| 6                                       | Daniel Pfister        | Österreich         | 51.957 (6) 52.219 (6)   | + 0.638  |
| 7                                       | Jan Eichhorn          | Deutschland        | 51.940 (5) 52.284 (8)   | + 0.686  |
| 8                                       | Wolfgang Kindl        | Österreich         | 52.026 (7) 52.241 (7)   | + 0.729  |
| 9                                       | Wiktor Kneib          | Russland           | 52.245 (12) 52.200 (5)  | + 0.907  |
| 10                                      | Mārtiņš Rubenis       | Lettland           | 52.160 (9) 52.322 (11)  | + 0.944  |
| 11                                      | Reinhard Egger        | Österreich         | 52.227 (10) 52.403 (15) | + 1.092  |
| 12                                      | David Mair            | Italien            | 52.278 (13) 52.362 (12) | + 1.102  |
| 12                                      | Bengt Walden          | Vereinigte Staaten | 52.335 (19) 52.305 (9)  | + 1.102  |
| 14                                      | Manuel Pfister        | Österreich         | 52.279 (14) 52.417 (17) | + 1.158  |
| 15                                      | Gregory Carigiet      | Schweiz            | 52.241 (11) 52.486 (21) | + 1.189  |
| 16                                      | Samuel Edney          | Kanada             | 52.329 (17) 52.414 (16) | + 1.205  |
| 17                                      | Jozef Ninis           | Slowakei           | 52.324 (16) 52.421 (19) | + 1.207  |
| 18                                      | Jeff Christie         | Kanada             | 52.341 (20) 52.461 (20) | + 1.264  |
| 19                                      | Maciej Kurowski       | Polen              | 52.436 (21) 52.383 (13) | + 1.281  |
| 20                                      | Jewgeni Woskressenski | Russland           | 52.323 (15) 52.611 (23) | + 1.396  |
| 21                                      | Inārs Kivlenieks      | Lettland           | 52.551 (24) 52.398 (14) | + 1.411  |
| 22                                      | Brendan Hauptmann     | Kanada             | 52.562 (25) 52.419 (18) | + 1.443  |
| 23                                      | Christopher Mazdzer   | Vereinigte Staaten | 52.515 (23) 52.563 (22) | + 1.540  |
| 24                                      | Thor Haug Nørbech     | Norwegen           | 52.330 (18) 53.233 (25) | + 2.025  |
| 25                                      | Semjon Pawlitschenko  | Russland           | 52.460 (22) 53.162 (24) | + 2.084  |
| Nicht für den 2. Durchgang qualifiziert |                       |                    |                         |          |
| 26                                      | Jo Alexander Koppang  | Norwegen           | 52.631 (26)             |          |
| 27                                      | Andrij Mandsij        | Ukraine            | 52.905 (27)             |          |
| 28                                      | Tønnes Stang Rolfsen  | Norwegen           | 52.907 (28)             |          |
| 29                                      | Ondřej Hyman          | Tschechien         | 53.128 (29)             |          |
| 30                                      | Valentin Crețu        | Rumänien           | 53.187 (30)             |          |
| 31                                      | Andrij Kis            | Ukraine            | 53.202 (31)             |          |
| 32                                      | Albert Demtschenko    | Russland           | 53.325 (32)             |          |
| 33                                      | Bogdan Macovei        | Moldau             | 53.425 (33)             |          |
| 34                                      | Karol Stuchlák        | Slowakei           | 54.142 (34)             |          |
| 35                                      | Hidenari Kanayama     | Japan              | 54.154 (35)             |          |
| 36                                      | Bruno Banani          | Tonga              | 55.698 (36)             |          |
| 37                                      | Danej Navrboc         | Slowenien          | 56.740 (37)             |          |

Datum: 29. Januar 2011

Armin Zöggeler lag nach dem ersten Durchgang noch knapp zurück, siegte durch einen starken 2. Lauf am Ende jedoch noch knapp vor Felix Loch und blieb auf seiner Heimbahn damit weiterhin ungeschlagen. Loch gewann indes auch bei seiner dritten Weltmeisterschafts-Teilnahme eine Medaille, dieses Mal Silber nach zuvor zwei Goldmedaillen.

### Doppelsitzer
| Platz                                   | Sportler                                     | Nation             | Laufzeiten              | Endzeit  |
| --------------------------------------- | -------------------------------------------- | ------------------ | ----------------------- | -------- |
| 1                                       | Andreas Linger Wolfgang Linger               | Österreich         | 46.668 (1) 46.612 (1)   | 1:33.280 |
| 2                                       | Christian Oberstolz Patrick Gruber           | Italien            | 46.752 (2) 46.760 (2)   | + 0.232  |
| 3                                       | Andris Šics Juris Šics                       | Lettland           | 46.909 (4) 46.819 (3)   | + 0.448  |
| 4                                       | Wladislaw Juschakow Wladimir Machnutin       | Russland           | 43.919 (5) 43.962 (4)   | + 0.459  |
| 5                                       | Ludwig Rieder Patrick Rastner                | Italien            | 47.041 (8) 47.017 (8)   | + 0.778  |
| 6                                       | Hans Peter Fischnaller Patrick Schwienbacher | Italien            | 47.017 (7) 47.054 (9)   | + 0.791  |
| 7                                       | Matt Mortensen Preston Griffall              | Vereinigte Staaten | 47.055 (9) 47.072 (10)  | + 0.847  |
| 8                                       | Tristan Walker Justin Snith                  | Kanada             | 47.163 (12) 46.983 (5)  | + 0.866  |
| 9                                       | Ronny Pietrasik Christian Weise              | Deutschland        | 47.145 (11) 47.006 (7)  | + 0.871  |
| 10                                      | Toni Eggert Sascha Benecken                  | Deutschland        | 47.199 (14) 46.994 (6)  | + 0.913  |
| 11                                      | Christian Niccum Jayson Terdiman             | Vereinigte Staaten | 46.955 (6) 47.253 (12)  | + 0.928  |
| 12                                      | Michail Kusmitsch Stanislaw Michejew         | Russland           | 47.167 (13) 47.149 (11) | + 1.036  |
| 13                                      | Iwan Newmerschizki Wladimir Prochorow        | Russland           | 47.081 (10) 47.307 (14) | + 1.108  |
| 14                                      | Peter Penz Georg Fischler                    | Österreich         | 46.757 (3) 47.917 (16)  | + 1.394  |
| 15                                      | Ján Harniš Branislav Regec                   | Slowakei           | 47.504 (16) 47.299 (13) | + 1.523  |
| 16                                      | Antonín Brož Lukáš Brož                      | Tschechien         | 47.470 (15) 47.343 (15) | + 1.533  |
| 17                                      | Paul Ifrim Andrei Anghel                     | Rumänien           | 47.603 (17) 48.426 (17) | + 2.749  |
| Nicht für den 2. Durchgang qualifiziert |                                              |                    |                         |          |
| 18                                      | Artur Petyniak Adam Wanielista               | Polen              | 48.237 (19)             |          |
| 19                                      | Cosmin Chetroiu Ionuț Țăran                  | Rumänien           | 48.250 (20)             |          |
|                                         | Tobias Wendl Tobias Arlt                     | Deutschland        | DNF                     |          |

Datum: 1. Durchgang 29. Januar 2011, 2. Durchgang 30. Januar 2011

Die Brüder Andreas Linger und Wolfgang Linger fuhren ihren zweiten Titel auf der Bahn in Cesana ein. Zuvor siegten sie an gleicher Stelle bereits bei den Olympischen Spielen 2006 
Deutsche Doppelsitzer blieben erstmals seit 1996 ohne Medaille. Das im Weltcup führende Duo Tobias Wendl und Tobias Arlt stürzte im ersten Durchgang und konnte verletzungsbedingt nicht mehr zum zweiten Lauf antreten.

### Team
Der Wettbewerb in der Team-Staffel wurde nach technischen Problemen zunächst abgebrochen, neu angesetzt und schließlich abgesagt. Bei vier der elf gestarteten Staffeln öffnete sich das Startertor nach dem Anschlag nicht. Bei zwei weiteren Staffeln stoppte die Zeitmessung beim Zielanschlag nicht. Daraufhin wurde der Durchgang abgebrochen und sollte drei Stunden später – nach Lösung der technischen Probleme – neu gestartet werden. Da aber gleich bei der ersten Staffel erneut Probleme auftraten, wurde der Wettbewerb daraufhin endgültig abgesagt. Am Tag nach der Absage übernahm der Technologiepartner der FIL die Verantwortung für die Pannen.
Der Verlauf des Wettbewerbs war auch ein herber Rückschlag im Bemühen der FIL um die Aufnahme der Team-Staffel in das Programm der Olympischen Winterspiele 2014. Das IOC sprach sich zwar im Oktober 2010 für die Aufnahme aus, vertagte die endgültige Entscheidung jedoch, um die Disziplin hinsichtlich Attraktivität und Durchführbarkeit zu beobachten. Der positive Entscheid fiel schließlich erst im April 2011.

## Medaillenspiegel
| Platz  | Land        | Gold | Silber | Bronze | Gesamt |
| ------ | ----------- | ---- | ------ | ------ | ------ |
| 1      | Deutschland | 1    | 2      | 1      | 4      |
| 2      | Italien     | 1    | 1      | -      | 2      |
| 3      | Österreich  | 1    | -      | -      | 1      |
| 4      | Kanada      | -    | -      | 1      | 1      |
|        | Lettland    | -    | -      | 1      | 1      |
| Gesamt | Gesamt      | 3    | 3      | 3      | 9      |